# 三鴨村
三鴨村（みかもむら）は栃木県の南部、下都賀郡に属していた村である。

## 地理
- 河川 - 渡良瀬川、蓮花川、三杉川

## 歴史
- 1889年（明治22年）4月1日 町村制施行により、甲村、都賀村、太田村、大田和村が合併し下都賀郡三鴨村が成立する。
- 1955年（昭和30年）3月31日 藤岡町、部屋村、赤麻村と合併し藤岡町となる。